# St. Jakobus (Achslach)

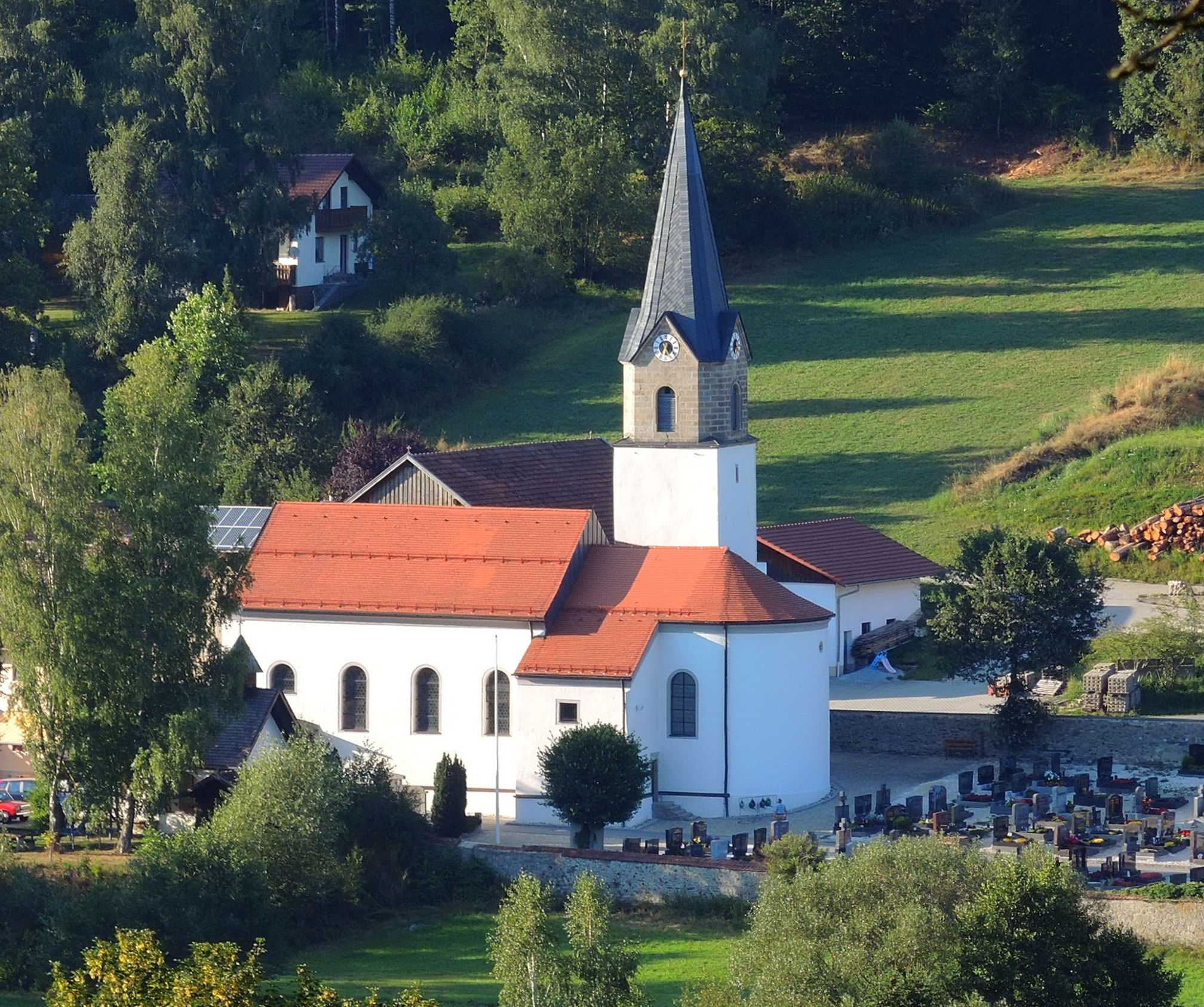
Pfarrkirche St. Jakobus in Achslach

Die römisch-katholische Pfarrkirche St. Jakobus ist ein denkmalgeschütztes Kirchengebäude in Achslach im niederbayerischen Landkreis Regen (Bayern). Sie steht auf ca. 600 m ü. N.N. im Ortszentrum an der Teisnach und am Fuße des 675 Meter hohen Kirchbergs.

## Geschichte

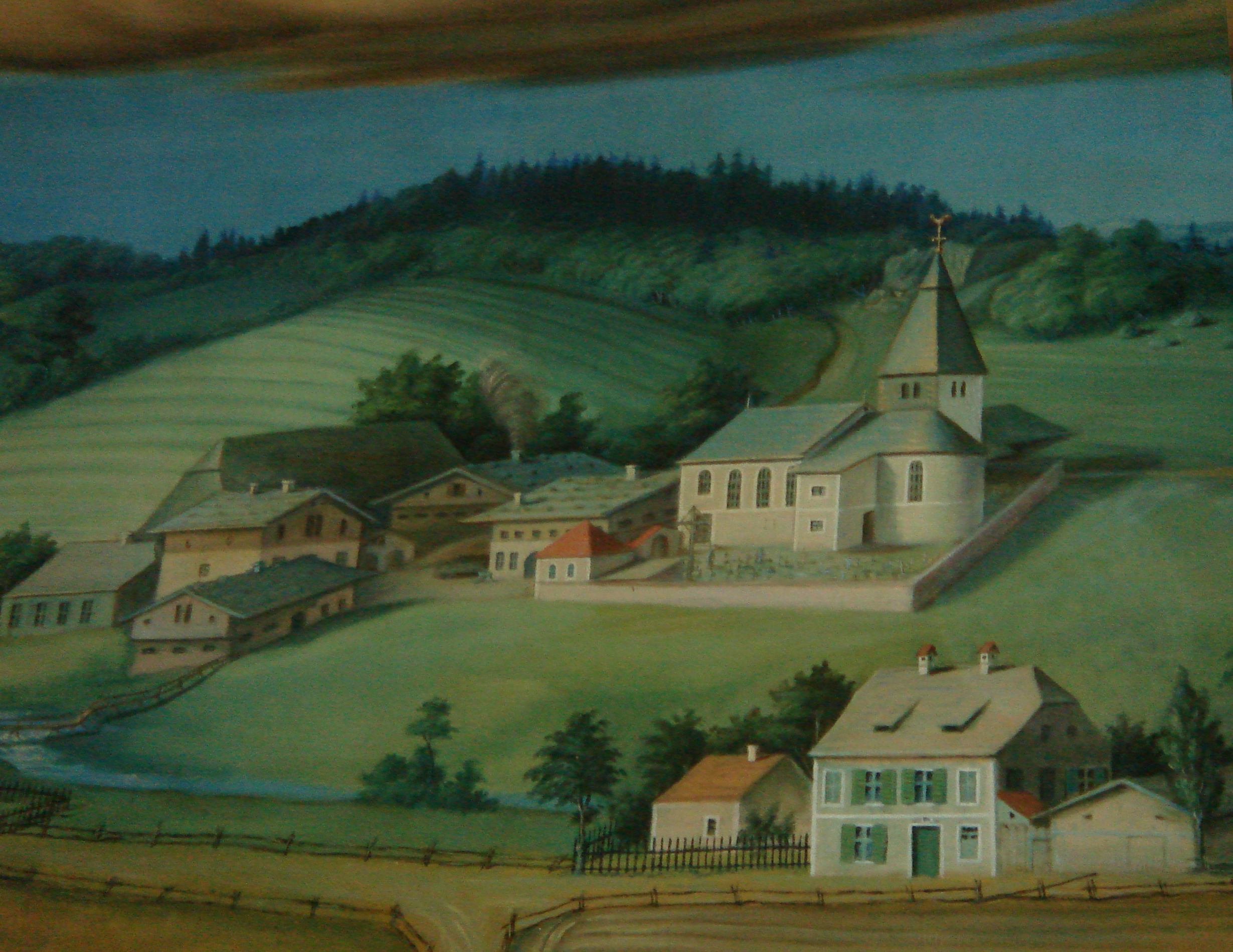
Achslach um 1866 – Detail des Hochaltarblattes

Das Achslacher Tal liegt im Gebiet des Karolinger Waldes (Nordwald), das ab dem 9. Jahrhundert vom Kloster Metten aus besiedelt wurde. 1115 wird Achslach zum ersten Mal als Ministerialensitz der Grafen von Bogen unter dem Namen Drasloha erwähnt. Das Vorhandensein einer Andachtsstätte zu dieser Zeit ist wahrscheinlich, da das Eigenkirchenwesen der Grafen von Bogen einen wichtigen Faktor für das Verständnis der Besitzrechte, vor allem im Zusammenhang mit Neusiedlungen, darstellte. Im 15. Jahrhundert wird von einer Andachtsstätte berichtet und zu spätgotischer Zeit um 1527 bereits eine größere Kirche bezeugt, die dem heiligen Jakobus dem Älteren geweiht war.
Nach der Erhebung zur Pfarrei im Jahr 1818 und bedingt durch die gleichzeitige Vereinigung mit Allersdorf war es nicht mehr zu umgehen, die bisherige kleine und baufällige Kirche weitgehend abzutragen und wesentlich erweitert erneut aufzubauen. Der Neubau wurde im Januar 1832 ausgeschrieben.
Im Jahre 1833 wurde unter Baumeister Jakob Achatz aus Viechtach der ausschließlich aus Feldsteinen bestehende Bau in nur knapp sechs Monaten erstellt. H.H. Pfarrer Leibinger schenkte der Kirche 200 Gulden, damit zwei Seitenaltäre und eine Kanzel gekauft werden konnten.
Am 6. Juni 1837 konsekrierte der Weihbischof von Regensburg und spätere Erzbischof von Bamberg Bonifaz Kaspar von Urban die Kirche.
Im Jahr 1867 wurde der von der alten Kirche stehengebliebene Turm aus dem 15. Jahrhundert erhöht und mit einer schiefergedeckten Pyramide abgeschlossen.
Die letzte umfassende Renovierung fand in den Jahren 2008–2013 statt.

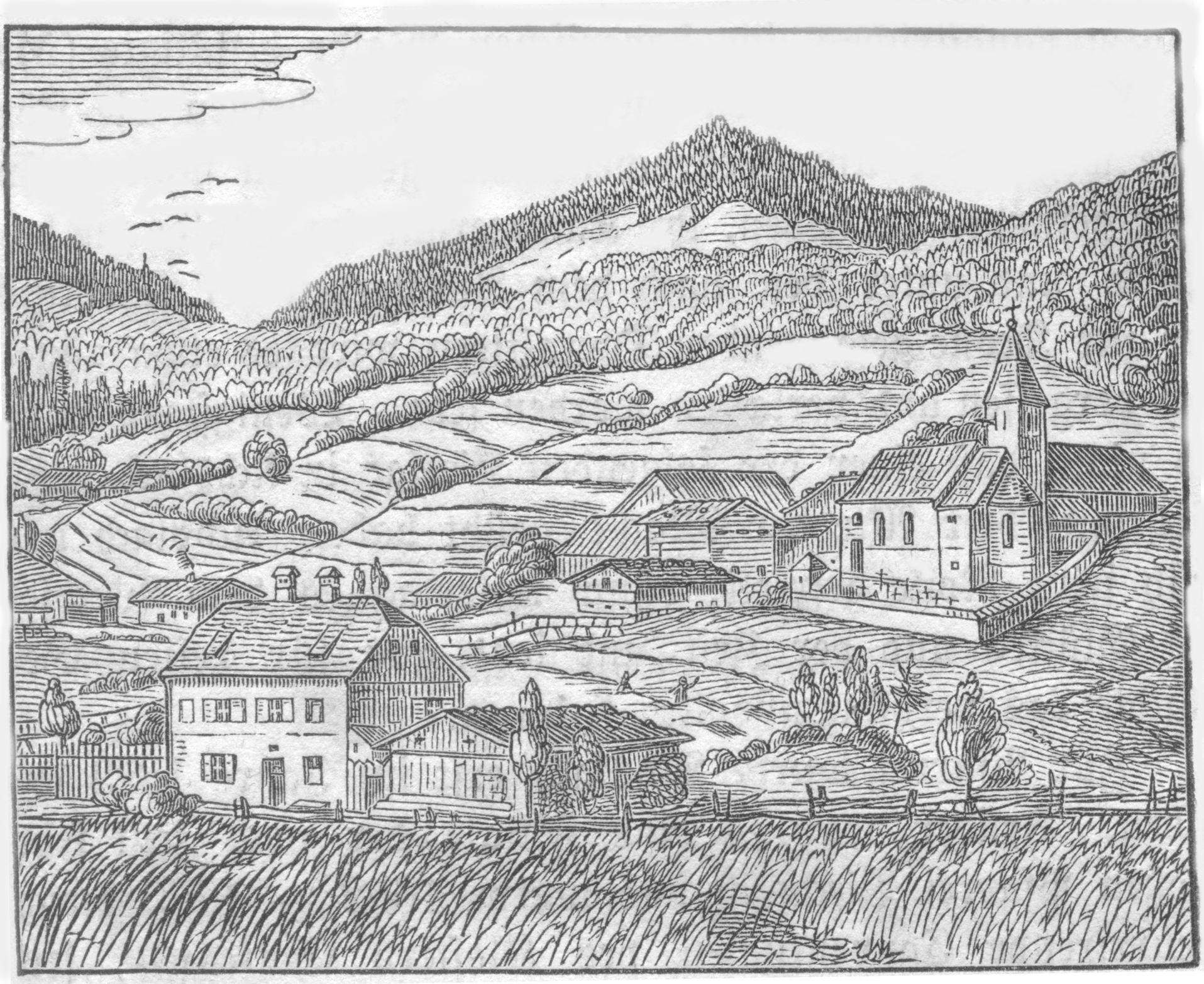
Achslach um 1850
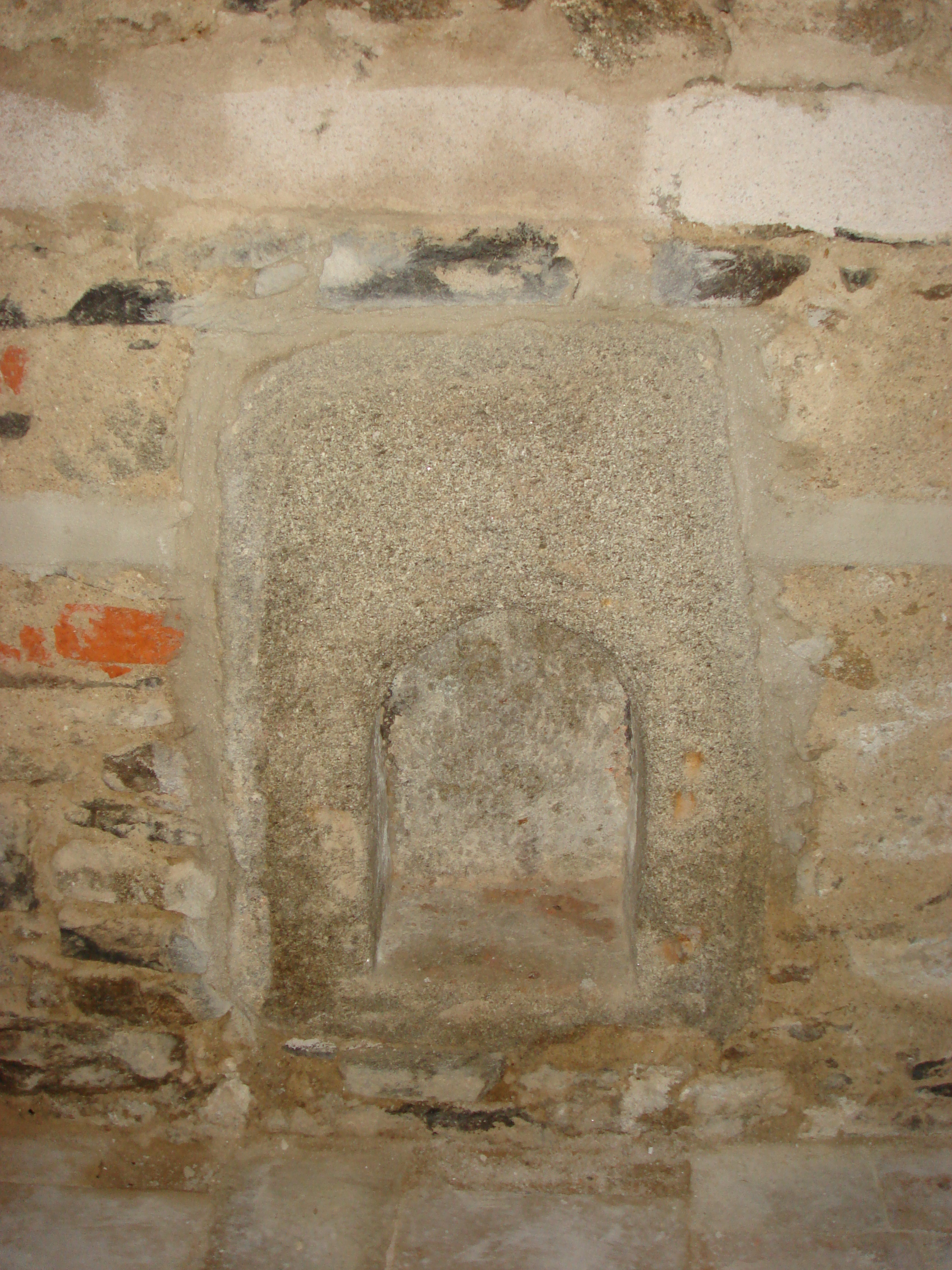
Gotischer Sakramentstein aus der Vorgängerkirche

## Ausstattung

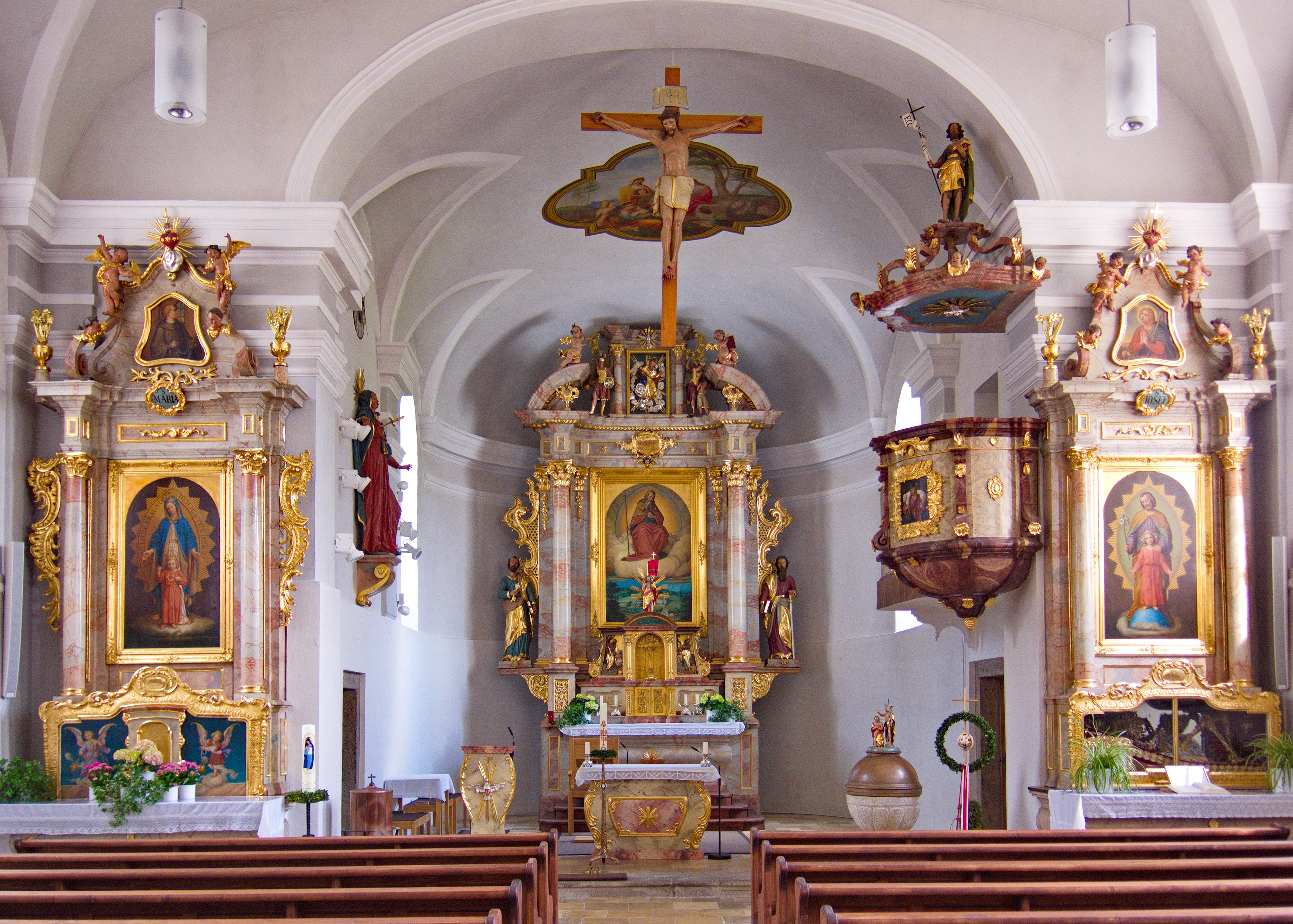
St. Jakobus, Innenansicht

- Der Hochaltar, ein Werk aus dem Frührokoko, wurde um 1720 geschaffen und ist samt seinen figürlichen Darstellungen im Original erhalten. Das Hochaltarblatt, gemalt vom Achslacher Georg Aichinger im Jahr 1866, zeigt den Kirchenpatron St. Jakobus auf einer Wolke über dem Dorf Achslach sitzend. Die linke Seitenfigur zeigt den hl. Petrus, die rechte den hl. Paulus. Der Altarauszug zeigt Gott Vater mit der Weltkugel umgeben von Erzengeln und zwei Putten. Auf der Rückseite des Hochaltars ist ein gotischer Sakramentstein eingemauert, der noch aus der Vorgängerkirche stammen dürfte.
- Der linke Seitenaltar zeigt auf dem Altarblatt St. Maria, gemalt vom Achslacher Georg Aichinger im Jahr 1876. Das Gemälde im Altarauszug stellt den hl. Leonhard dar. Über der Altarmensa ist ein zweiter Tabernakel integriert. Hier war in früheren Zeiten das Bild der hl. Philomena in Korrespondenz zur Ganzkörperreliquie des hl. Hilarius auf dem rechten Seitenaltar.
- Der rechte Seitenaltar zeigt auf dem Altarblatt St. Josef, gemalt vom Achslacher Georg Aichinger im Jahr 1876. Das Gemälde im Altarauszug stellt den hl. Wendelin dar. Über der Mensa befindet sich der Reliquienschrein des Katakombenheiligen Hilarius.
- Der Kreuzweg wurde 1850 von Johann Baptist Reisbacher dem Ältern gemalt.
- Die Kanzel zeigt Gemälde der vier Evangelisten und eine Rokokodarstellung von Jesus als gutem Hirten. Auf dem Schalldeckel steht eine Statue von Johannes dem Täufer.
- Im Kirchenschiff und Chor befinden sich folgende Statuen: St. Florian, St. Wolfgang, Maria Dolorosa, Chorbogenkruzifix, St. Josef, St. Sebastian, Herz Jesu, Maria Immaculata.
- Kirchengrotte mit Fatima-Madonna.

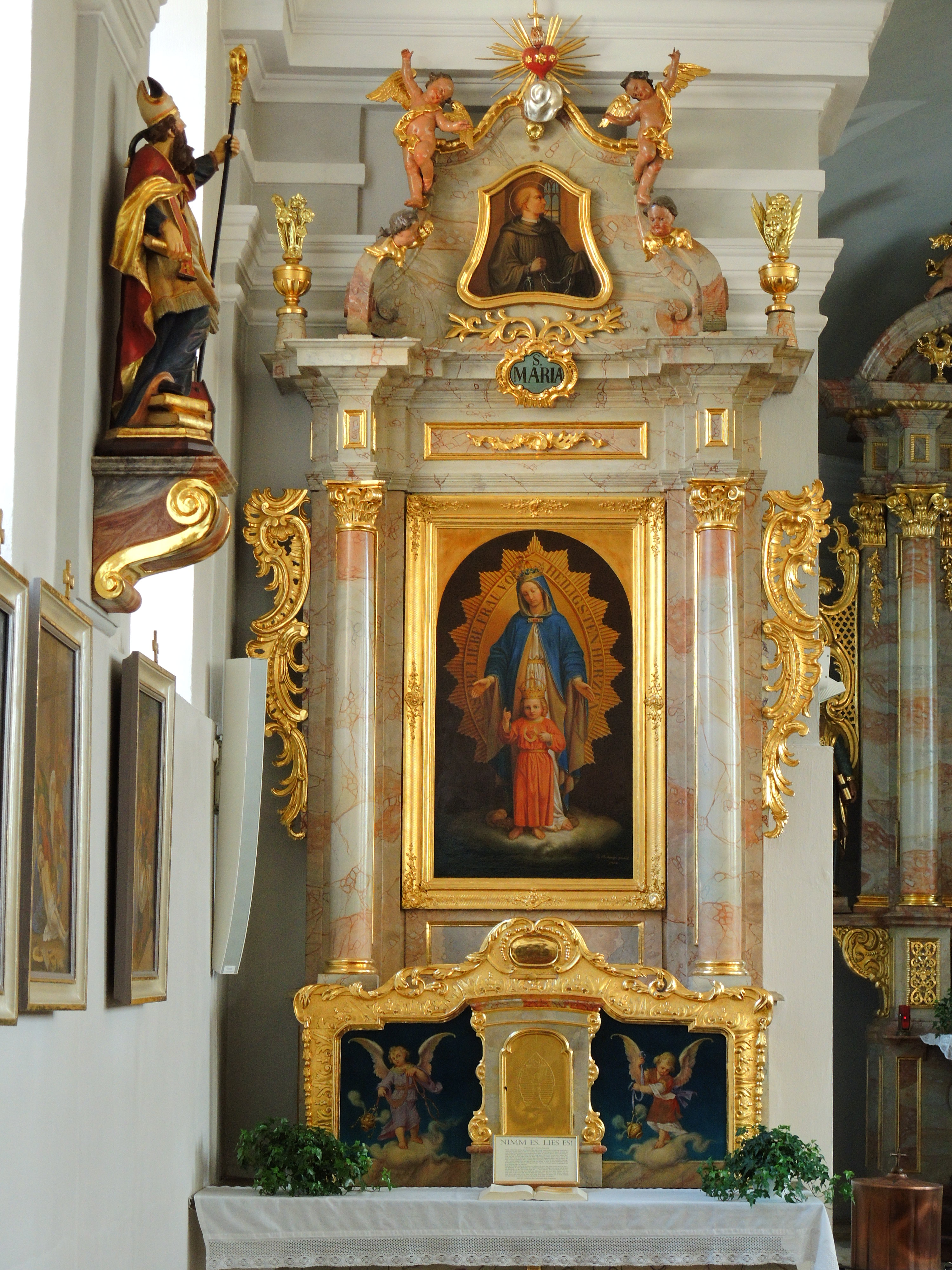
Seitenaltar St. Maria
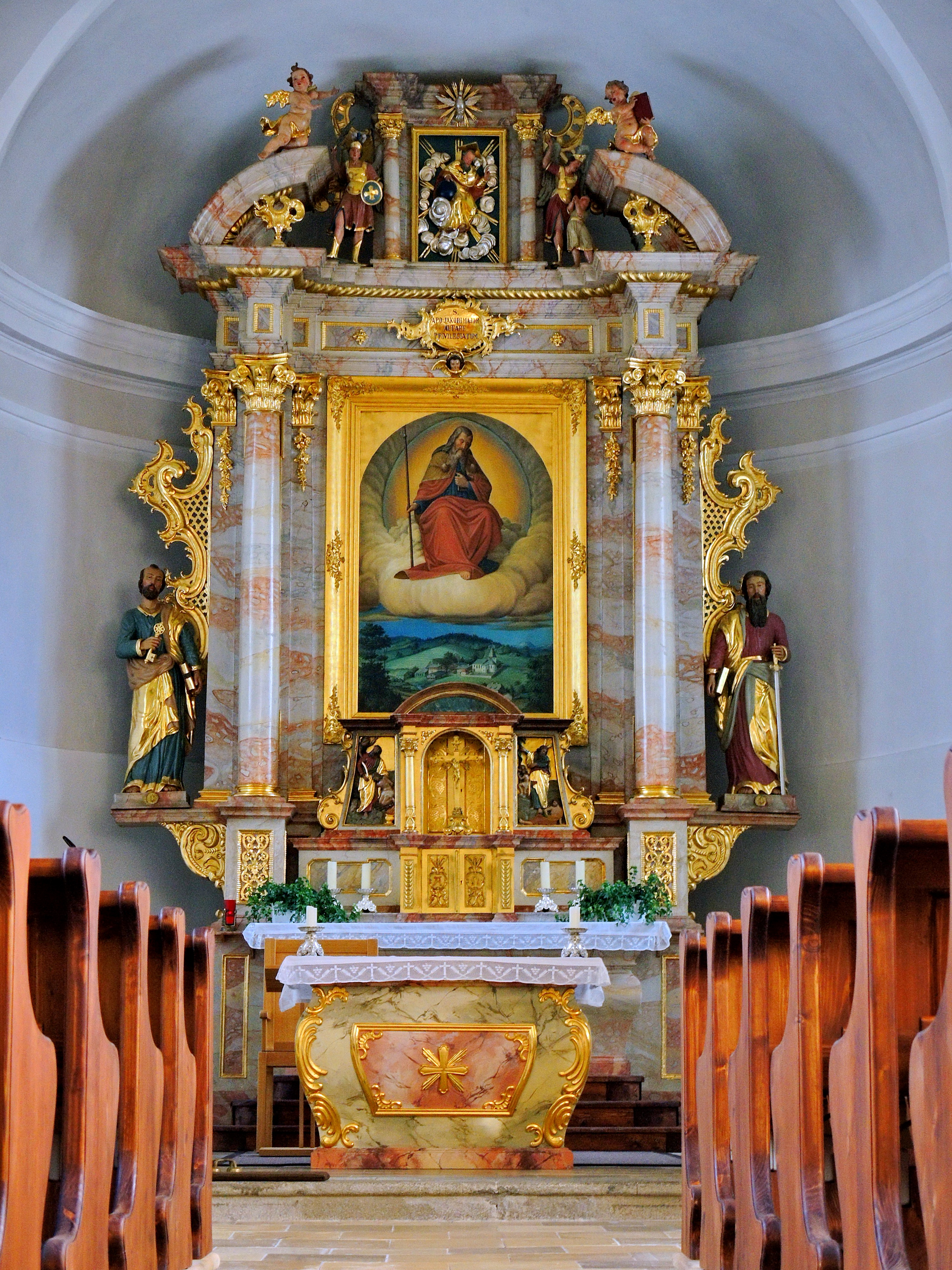
Hochaltar
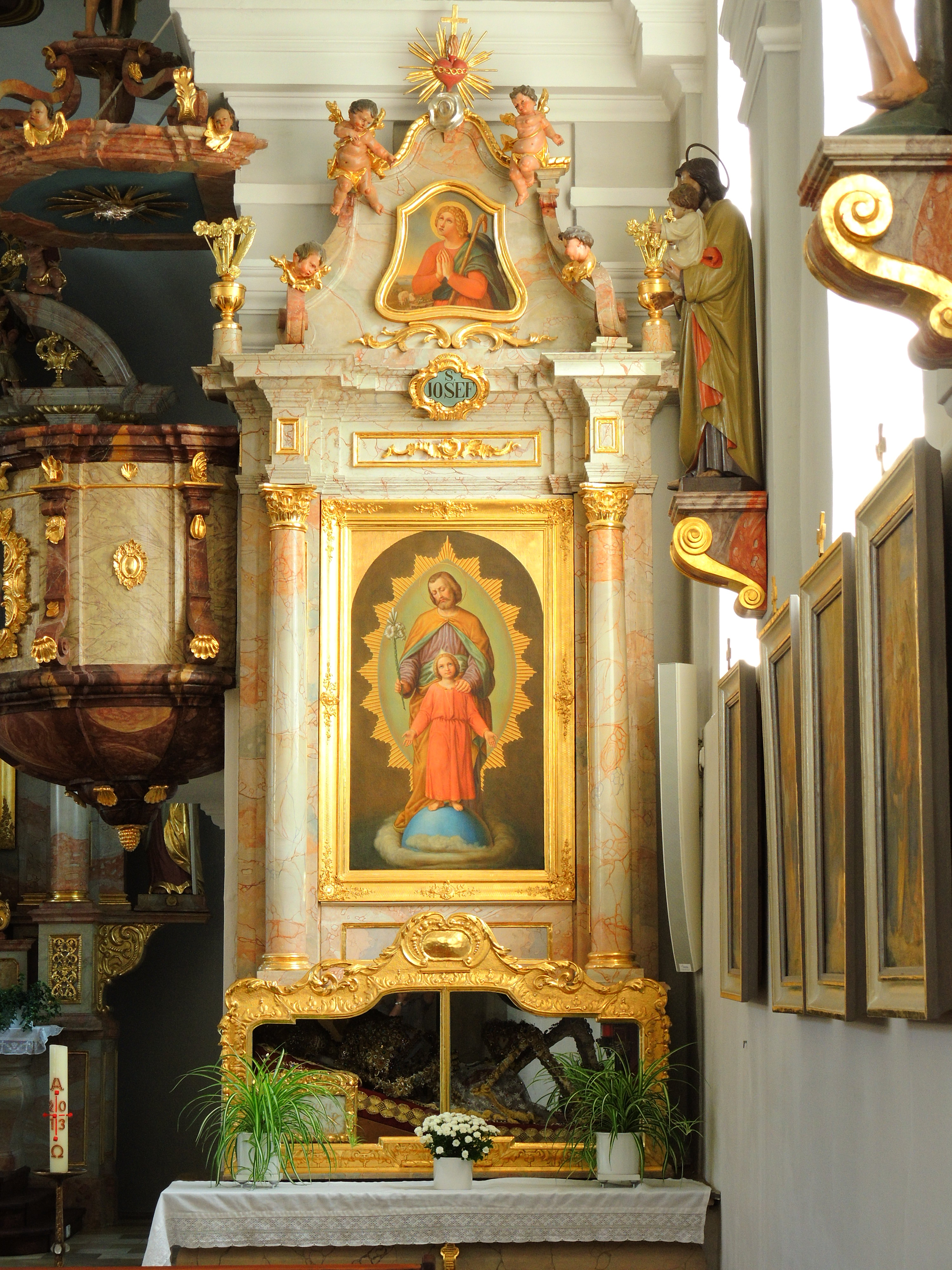
Seitenaltar St. Josef
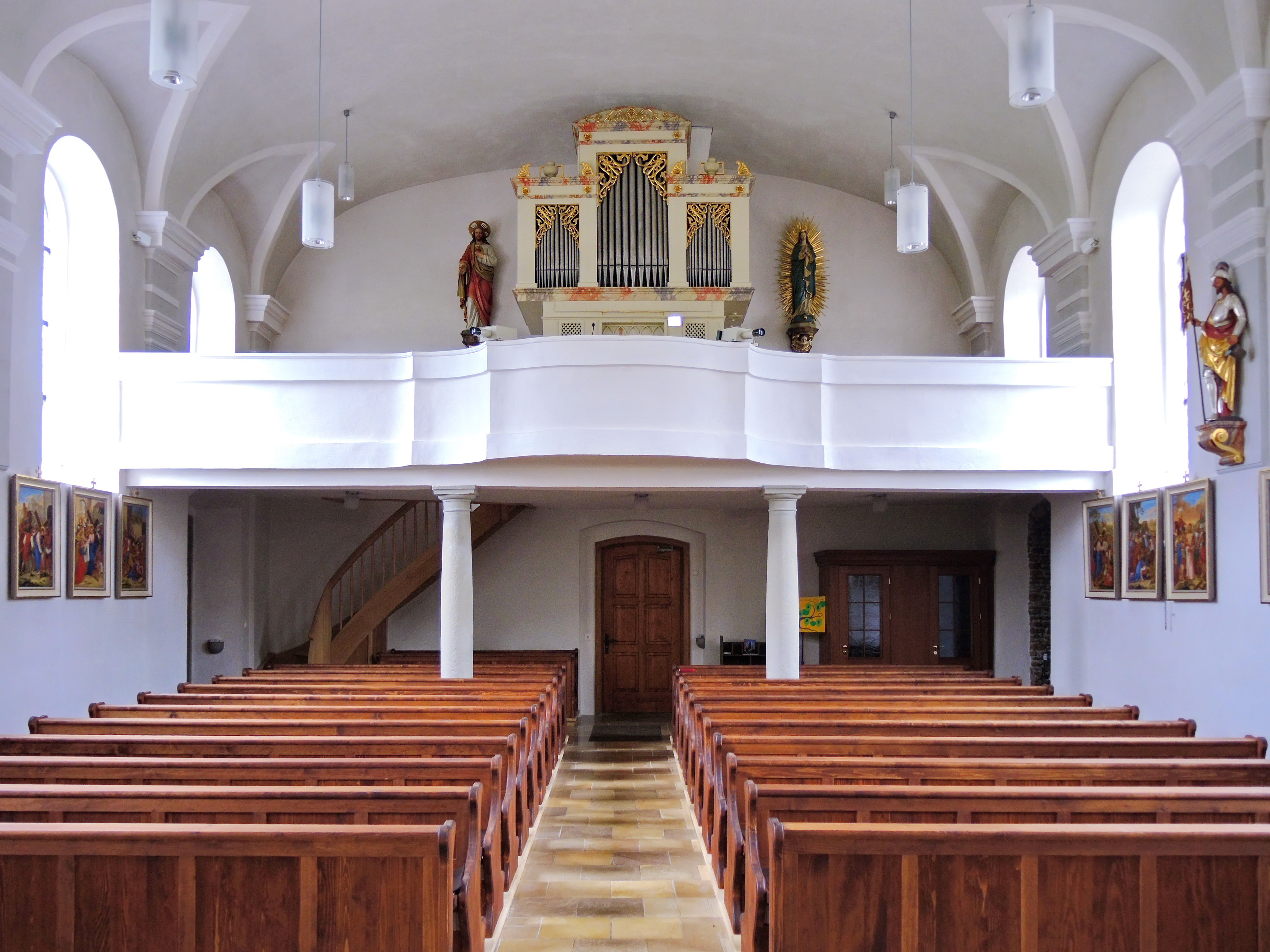
Empore mit Orgel
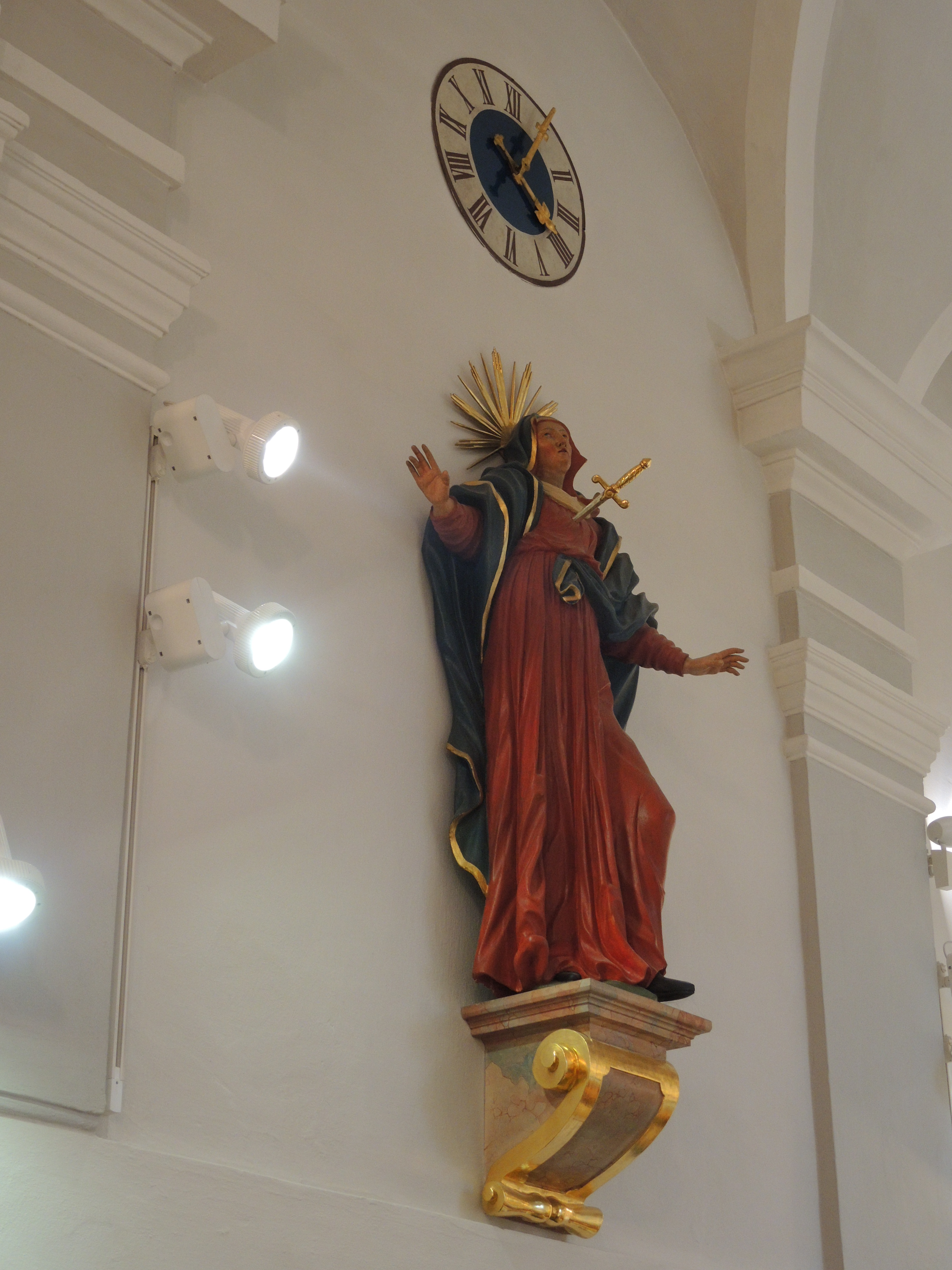
Maria Dolorosa
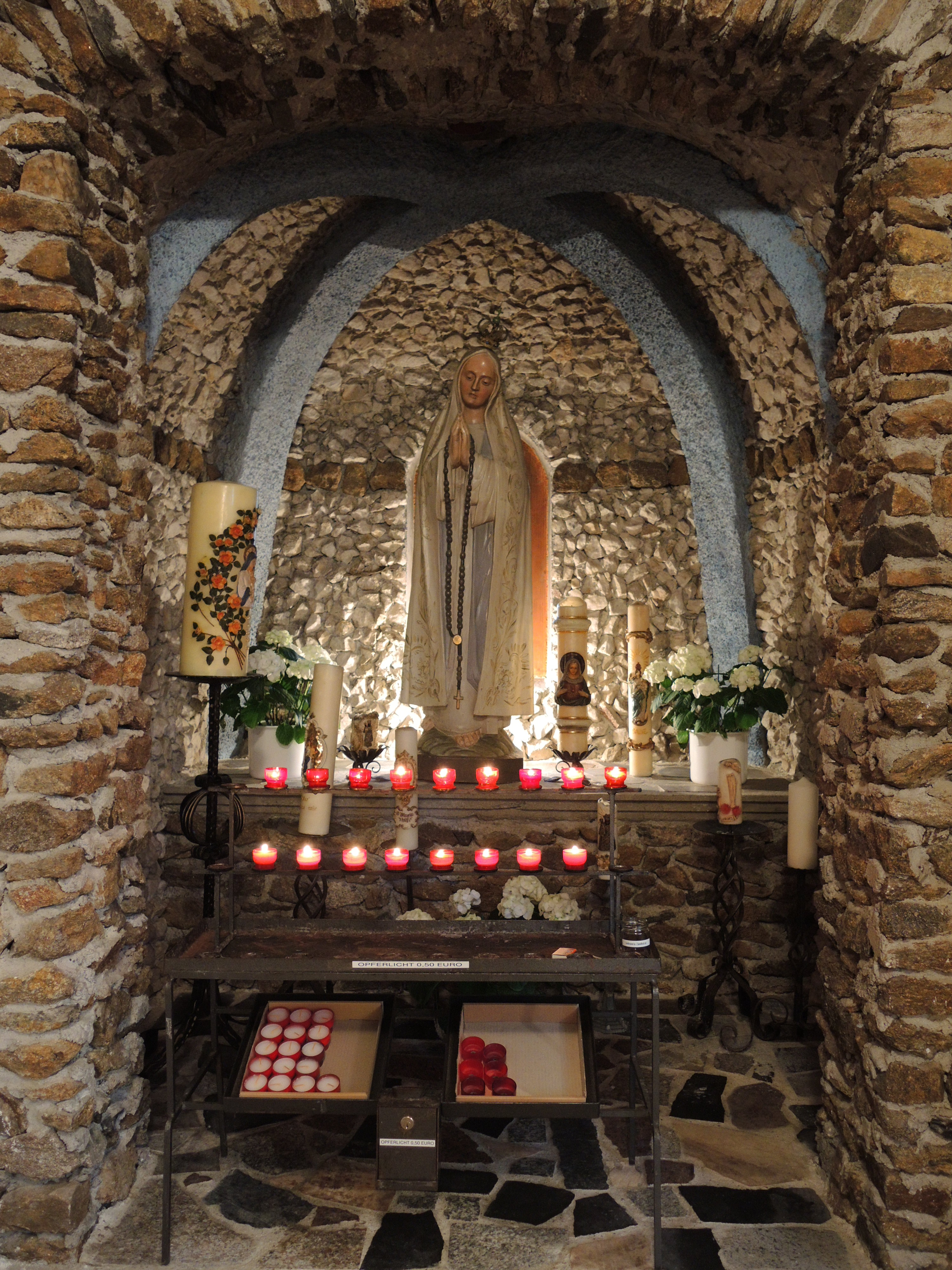
Kirchengrotte mit Fatima-Madonna
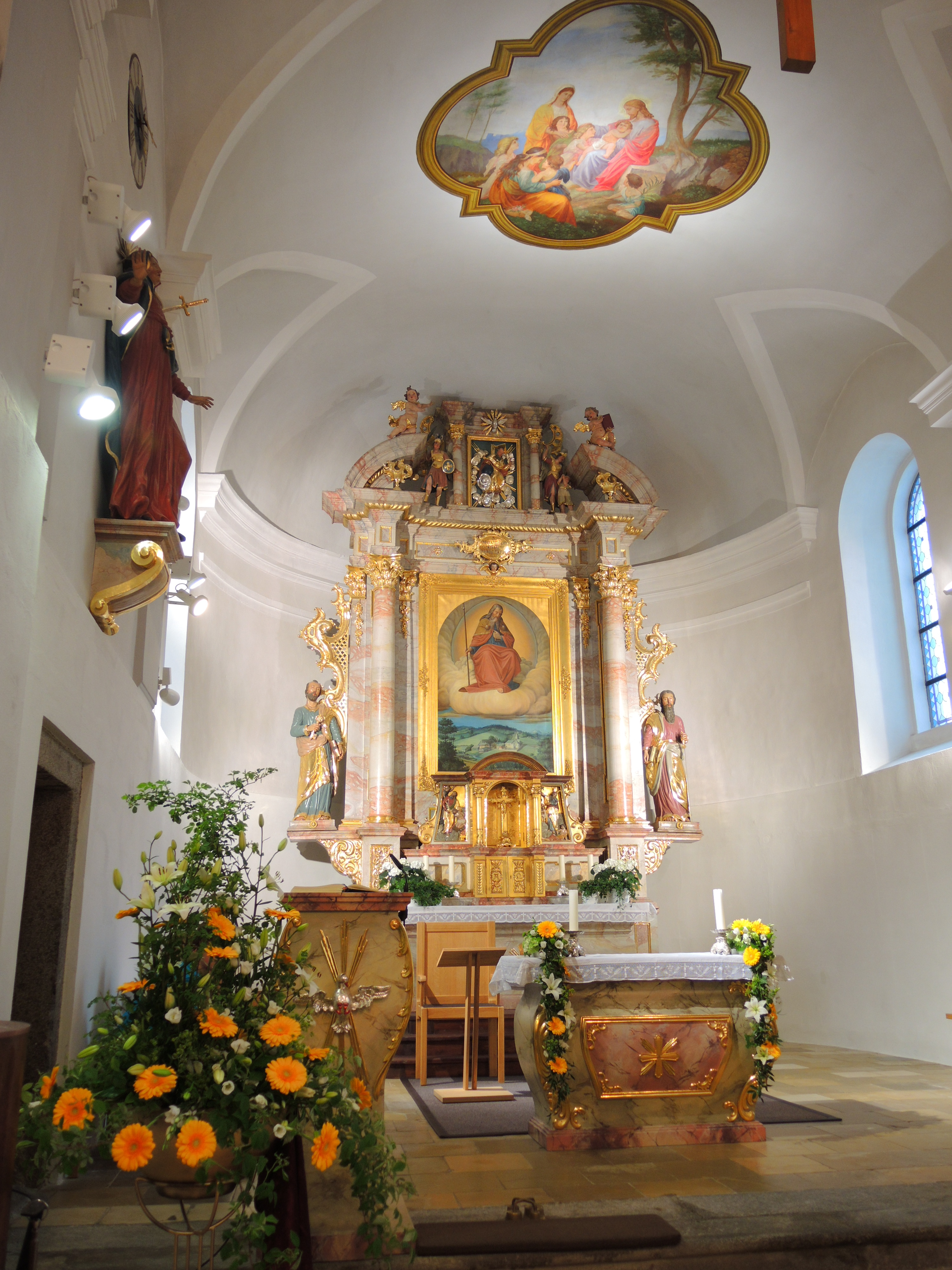
Chor mit Hochaltar, Volksaltar und Ambo
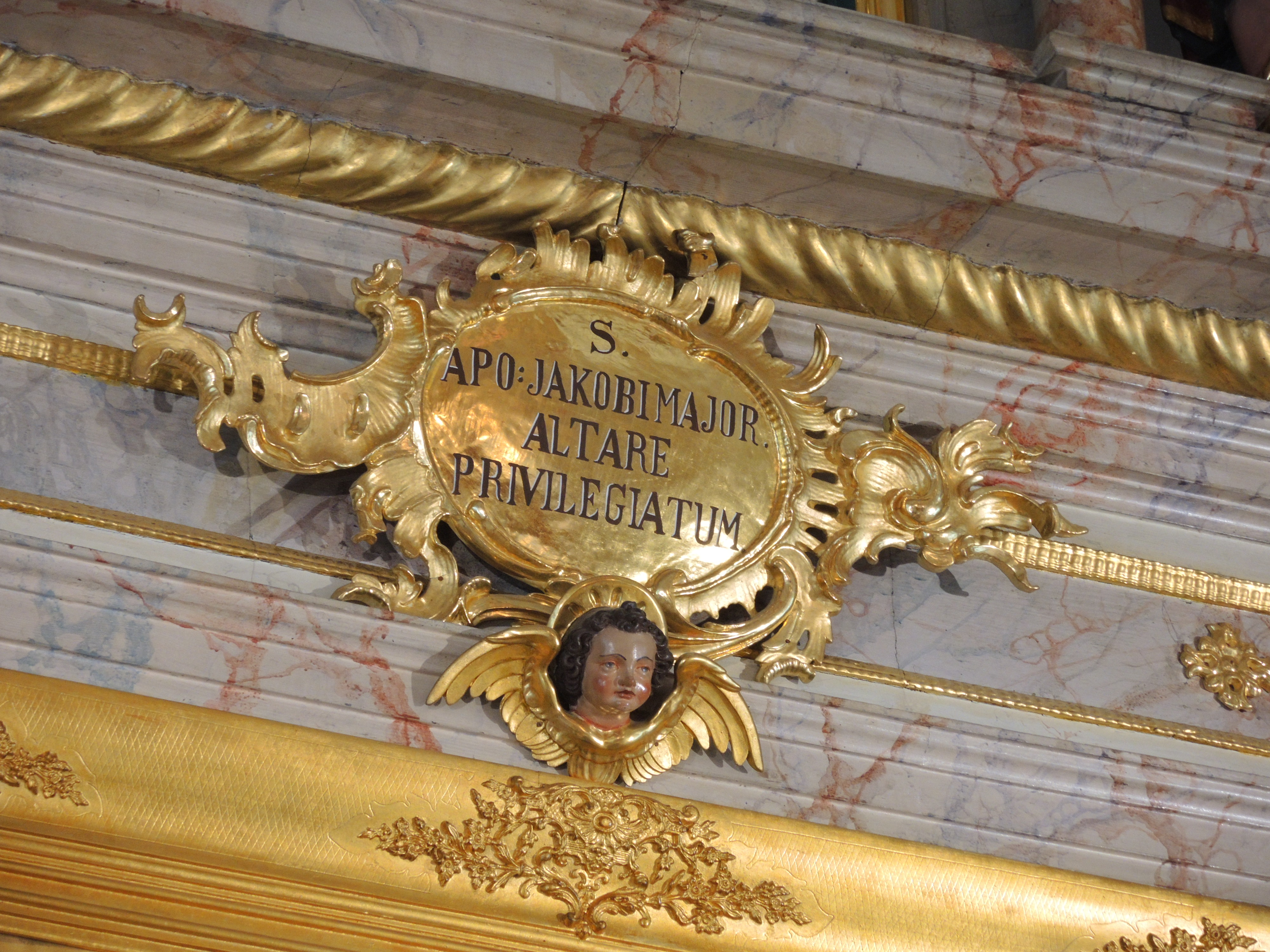
Detail Hochaltar
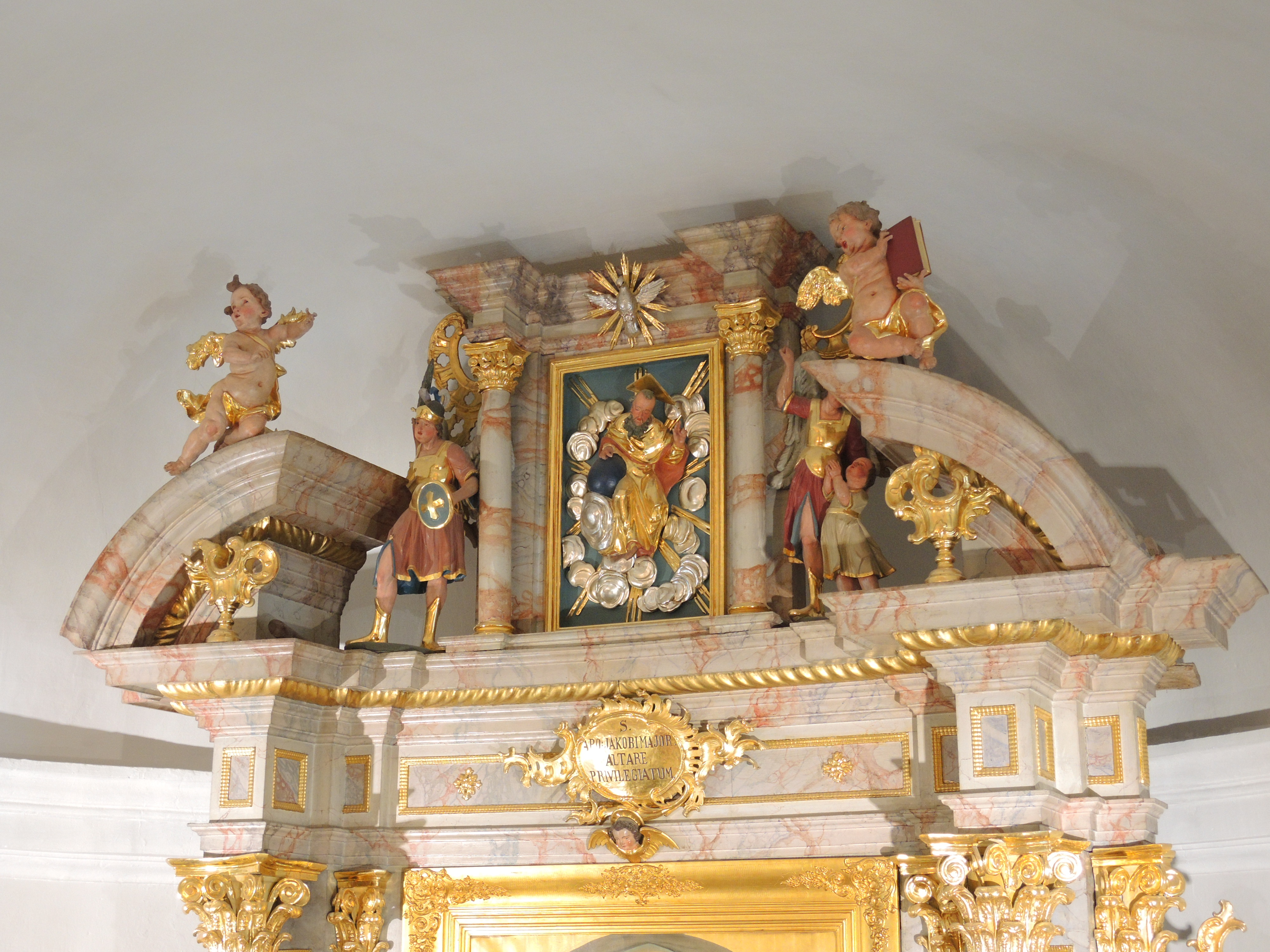
Auszug Hochaltar
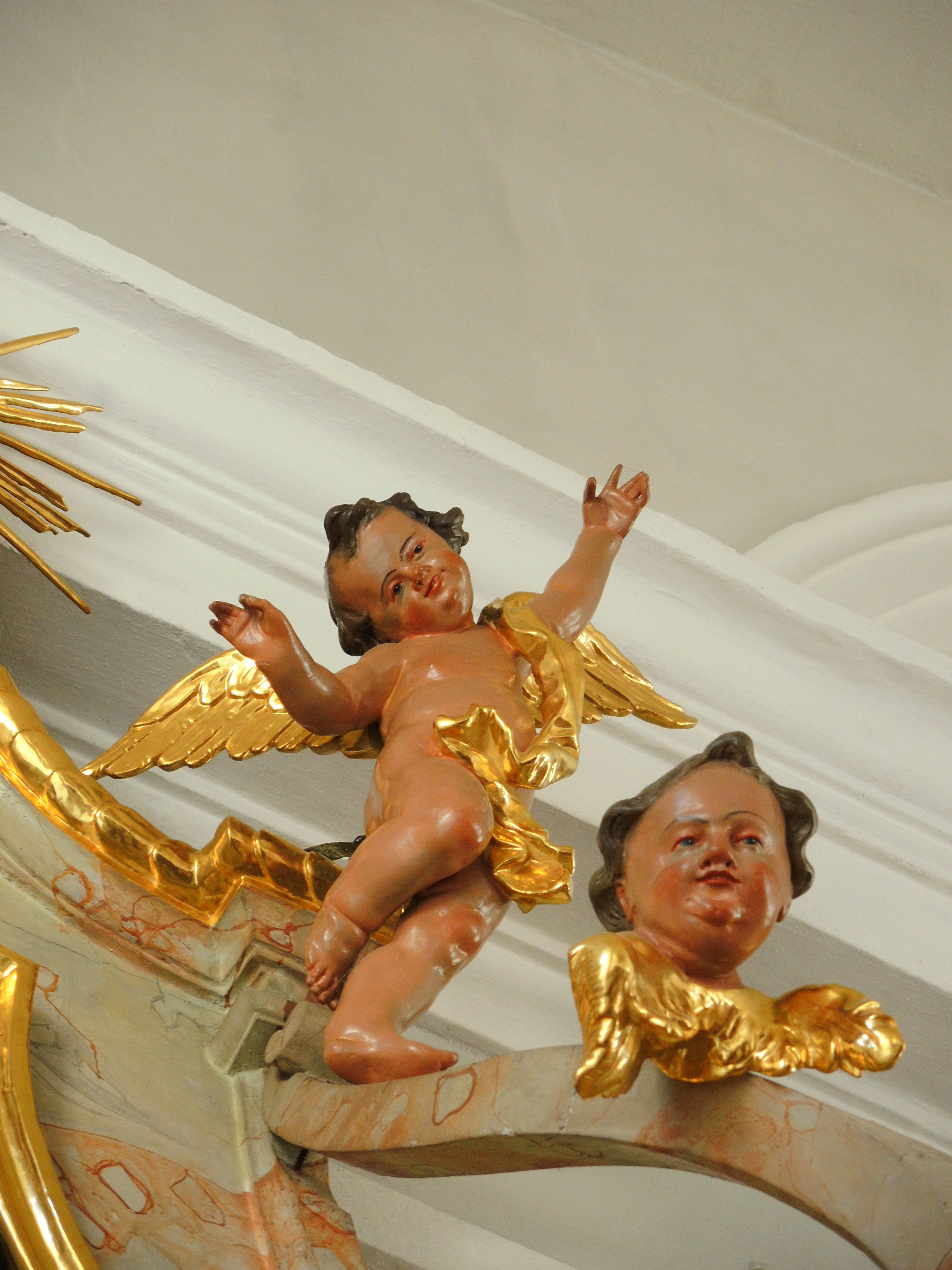
Putten am linken Seitenaltar

Reliquienschrein des heiligen Hilarius

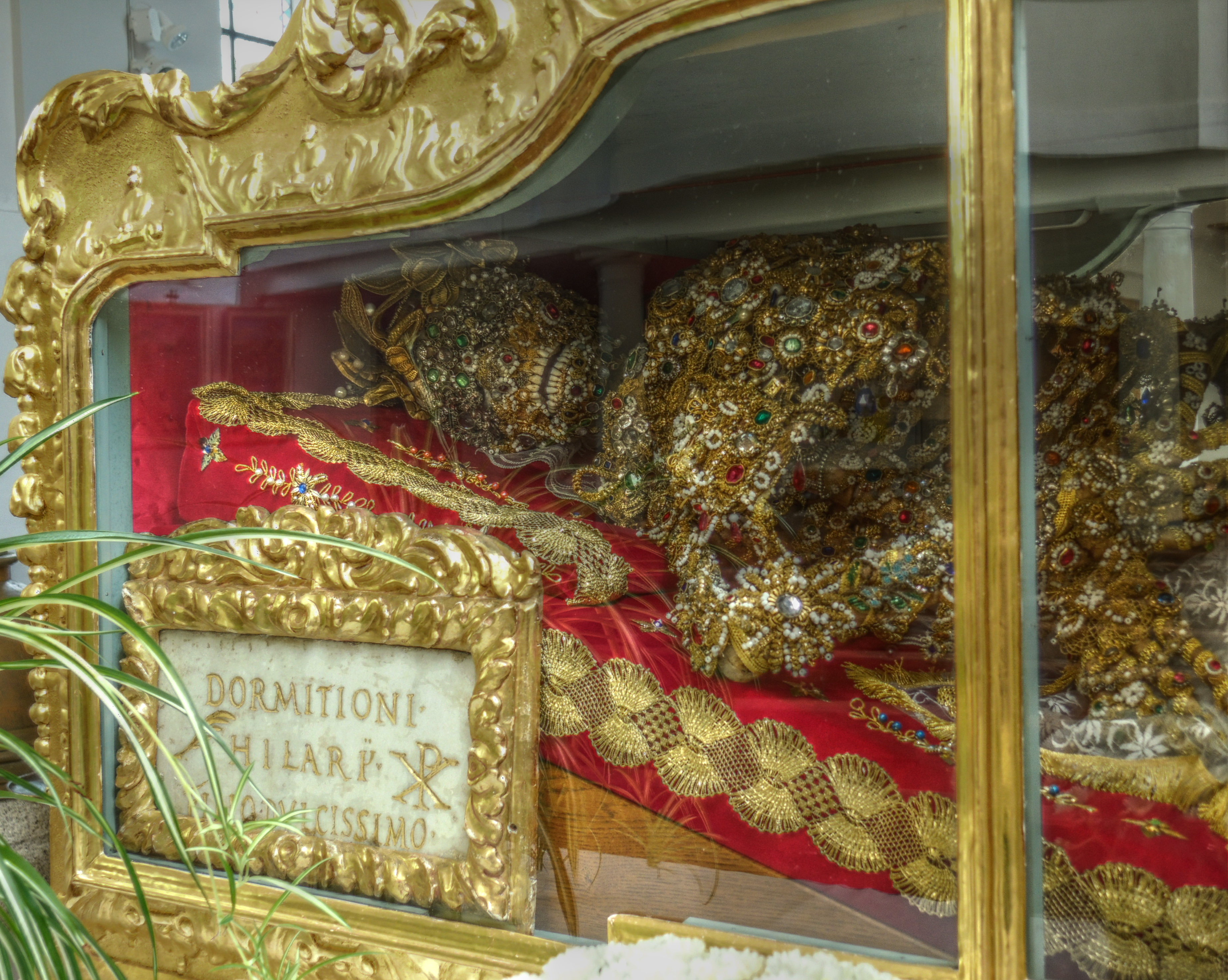
Hl. Hilarius

Auf dem rechten Seitenaltar befindet sich das barocke Reliquiar des Katakombenheiligen Hilarius. Die Reliquie wurde im Jahr 1729 vom Kloster Gotteszell neben zwei weiteren Reliquien von Anton Beno Höger aus Anzing erstanden. Im Zuge der Säkularisation kam der hl. Hilarius im Jahr 1807 nach Achslach.
Der Reliquienschrein ist mit einer Marmortafel mit vergoldeter Inschrift in lateinischer Sprache versehen. Dort heißt es „dormioni hilari filio dulcissimo“ (= für eine freundliche Ruhestätte dem besten Sohn). In der Barockzeit wurde dem hilari ein zweites i hinzugemalt, dadurch lässt sich die Inschrift als die Ruhestätte des Hilarius übersetzen.
Es handelt sich hier um eine Ganzkörper-Reliquie. Geringfügig fehlende Teile des prachtvoll gefassten Skeletts sind gekonnt aus Holz nachgearbeitet. Der Schädel hat ein vollständiges, gut erhaltenes Gebiss, ein deutlicher Hinweis, dass Hilarius jung gestorben ist. Auch dürfte er eher einer wohlhabenden Schicht entstammen, da es bei den Zähnen keinen großen Abrieb gibt, wie er bei den Menschen der einfacheren Schichten festzustellen ist.
Im Jahr 2013 fand eine umfangreiche Restaurierung des barocken Reliquiars statt.

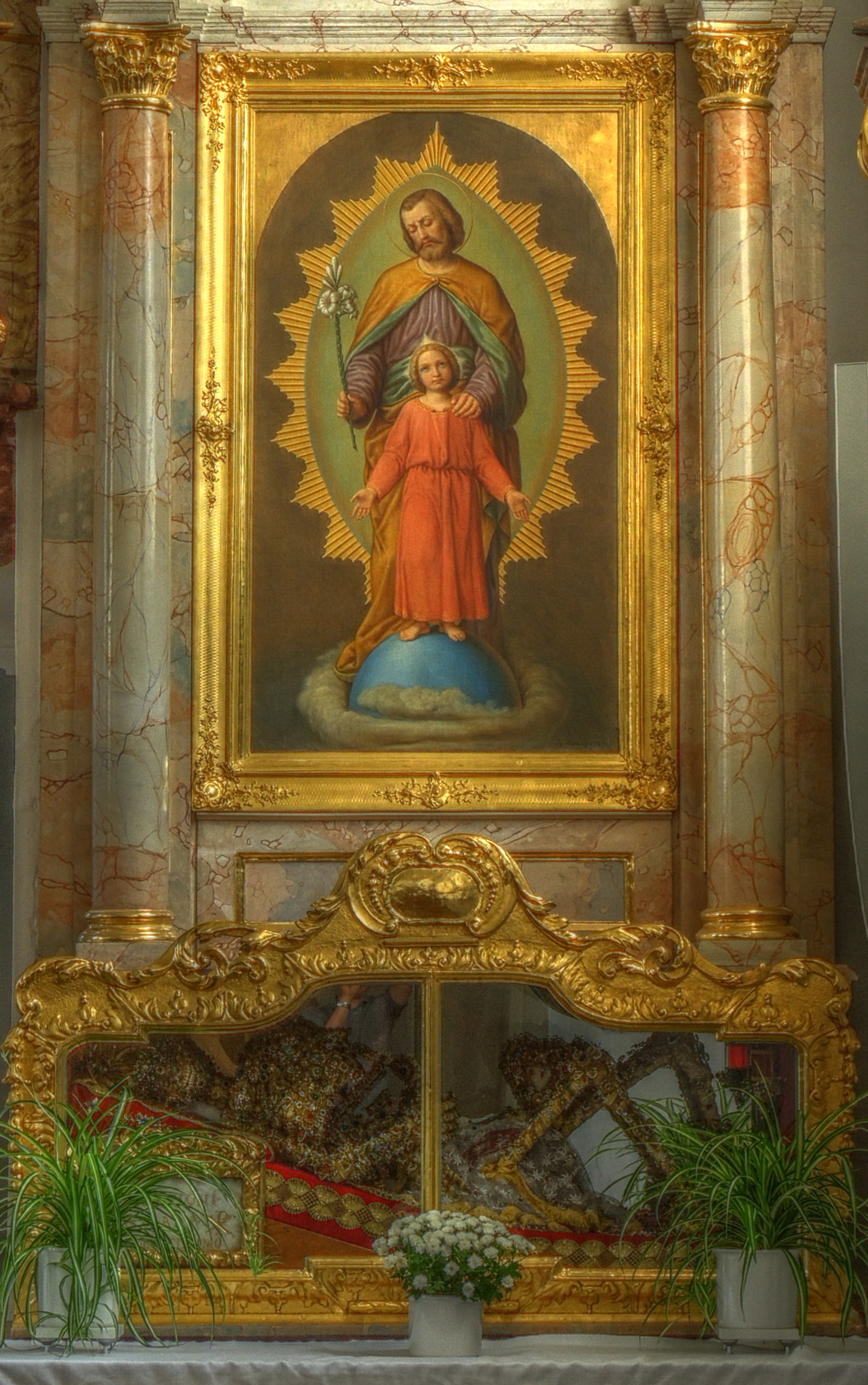
Reliquienschrein auf dem rechten Seitenaltar
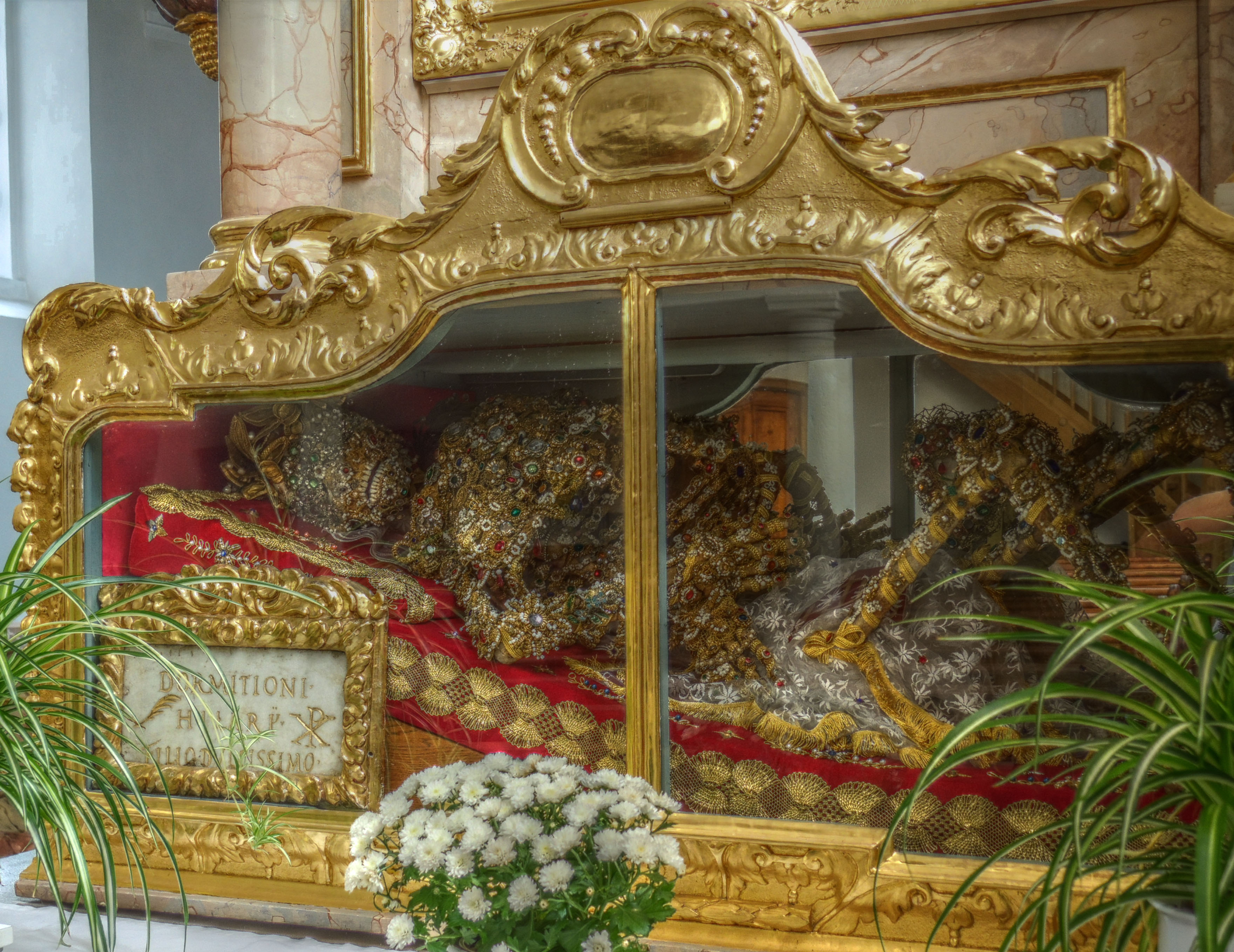
Hl. Hilarius
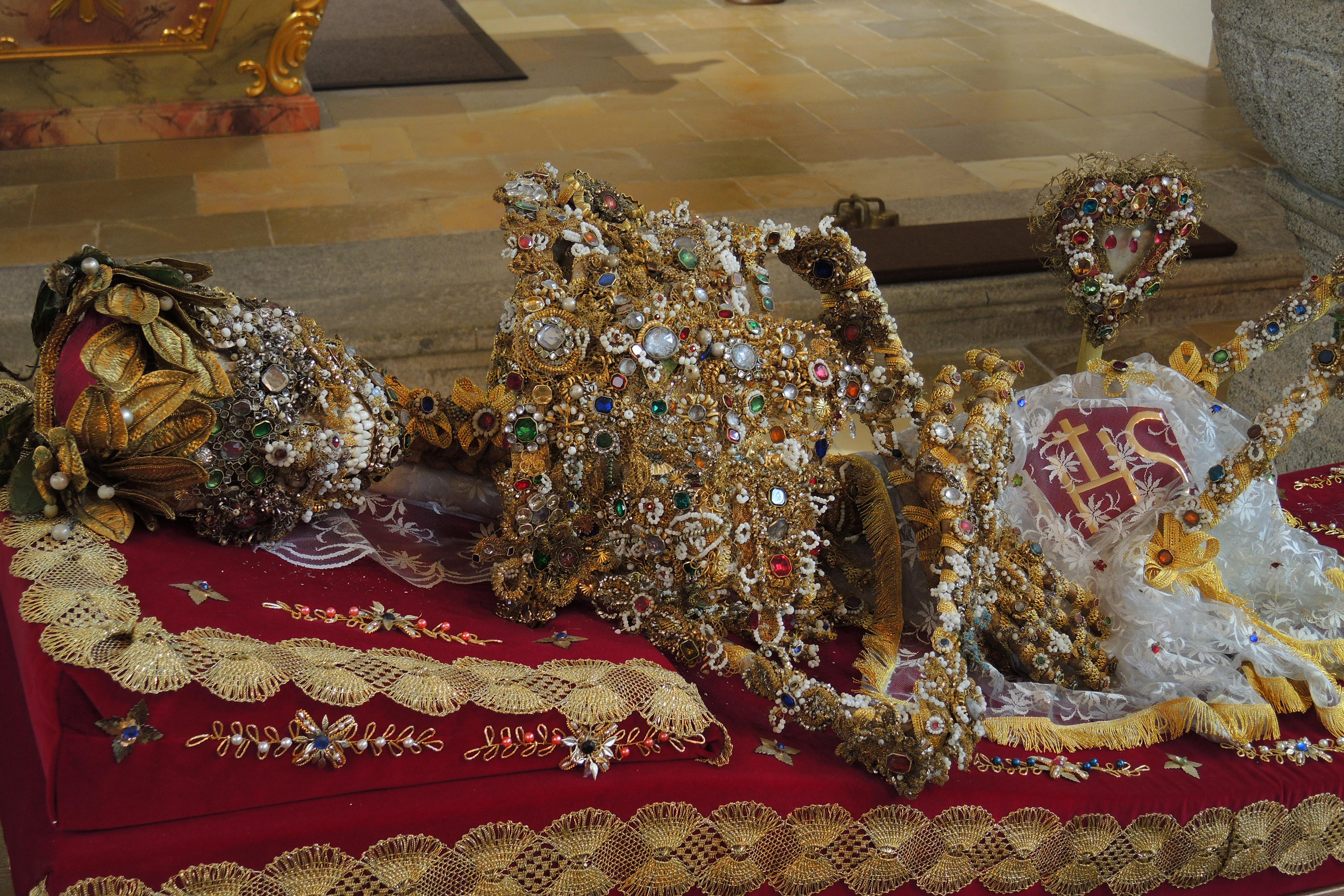
Hl. Hilarius während der Restaurierung 2013

## Orgel

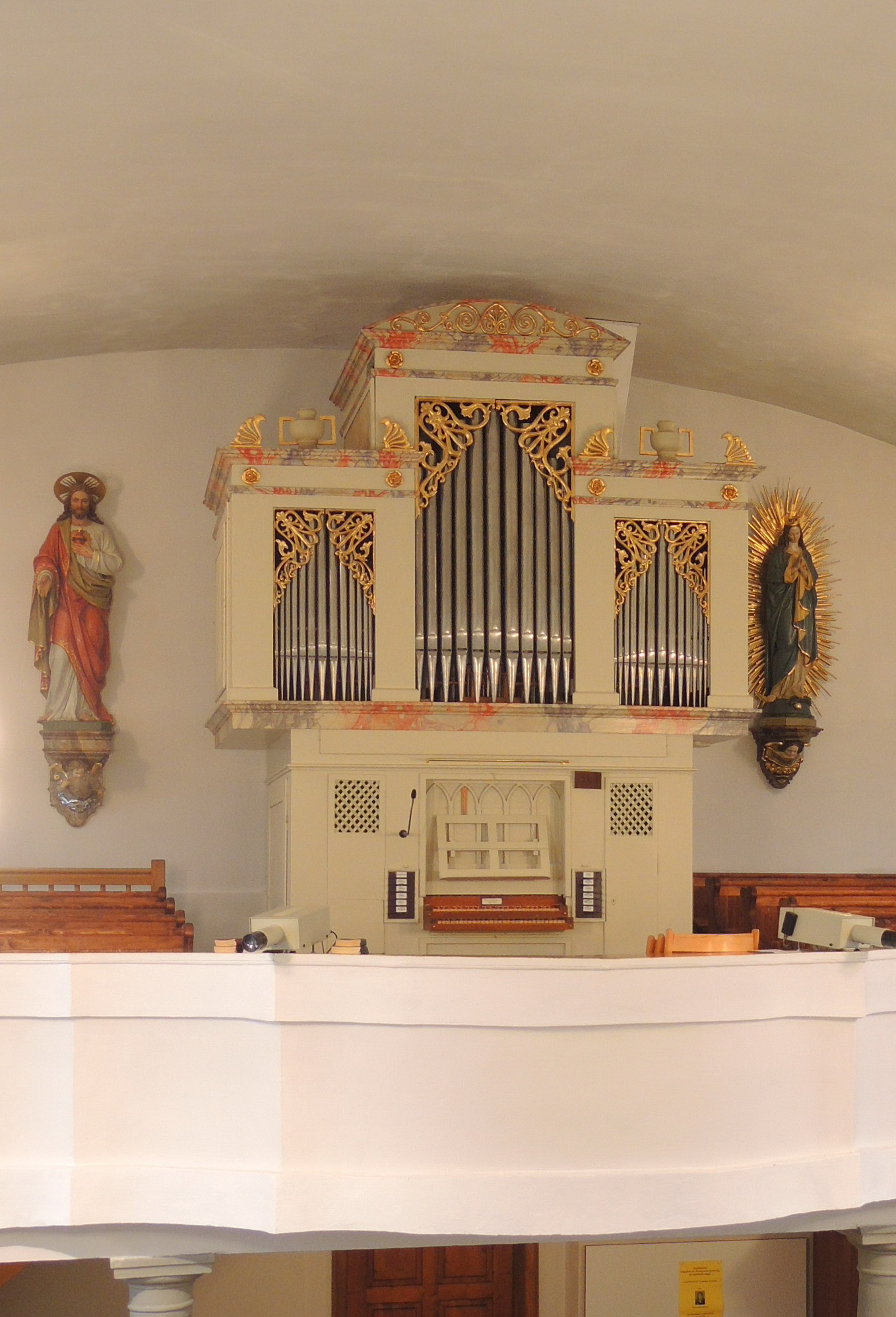
Edenhofer-Orgel von 1854

Die Orgel ist ein bemerkenswertes Instrument und war zu Erbauungszeit richtungsweisend für den aufkeimenden modernen Orgelbau in der gesamten Region. Sie wurde im Jahr 1852 vom Regener Orgelbauer Carl Ludwig Edenhofer nach dem Schleifladensystem mit mechanischer Traktur erbaut. Sie verfügt bis heute über eine regional traditionelles Pedal mit kurzer Oktave, welches zwölftönig und repetierend ausgeführt war. Bereits 1854 baute er das Instrument um. Er modernisierte nach dem damaligen technischen Stand die Gebläseanlage und fügte eine weitere Manualklaviatur hinzu. Über dieses neue Manualwerk konnte die neu eingebaute Physharmonika solistisch gespielt werden, oder diese über die errichtete Schiebekoppel über das erste Manual in den Gesamtklang gemischt werden. Zudem tauschte er das markante Cornett gegen eine hochromantische Äoline aus.
Sie ist Edenhofers erstes nachweisbares Opus und zudem vermutlich sein einziges erhaltenes Werkstück mit einem Physharmonika-Register. Kriegsbedingt wurden die Prospektpfeifen zur Waffenproduktion eingezogen. Der vom Erbauer durchgeführte Registertausch wurde 1975 nach einer Begutachtung von Eberhard Kraus wieder rückgängig gemacht. Im Jahr 2012 wurde sie von der Firma Jann restauriert, nachdem sie über zwanzig Jahre lang wegen eines Defekts nicht bespielbar gewesen war und durch mehrere Elektronien vorübergehend in ihrer Funktion ersetzt worden war.
| II. Manual CDEFGA–f3 |              |       |
| 1.                   | Bordun       | 16′   |
| 2.                   | Prinzipal    | 8′    |
| 3.                   | Gedeckt      | 8′    |
| 4.                   | Gamba        | 8′    |
| 5.                   | Oktave       | 4′    |
| 6.                   | Flauto dolce | 4′    |
| 7.                   | Cornett III  | 2 ⁄3′ |
| 8.                   | Mixtur III   | 2′    |

| I. Manual CDEFGA–f3 |               |    |
| 9.                  | Physharmonika | 8′ |

| Pedal CDEFGA–a° (rep.) |           |        |
| 10.                    | Subbass   | 16′    |
| 11.                    | Oktavbass | 8′     |
| 12.                    | Quintbass | 5 1⁄3′ |

## Glocken
Die Pfarrkirche besitzt drei Glocken. Alle wurden nach 1945 von der Glockengießerei Anton Gugg in Straubing hergestellt, da die alten Glocken während der Weltkriege eingefordert wurden.
- Marienglocke (1951), Schlagton fis′ – 1⁄4-Stundenschlag
- Paulusglocke (1951), Schlagton gis′
- Kreuzglocke (1946), Schlagton h′ – Stundenschlag

Eine Besonderheit stellen zwei Klangschalen dar, die oberhalb des Heiliggeistlochs angebracht sind. Diese signalisieren zusätzlich zu den Glocken den Stunden- und 1⁄4-Stundenschlag.

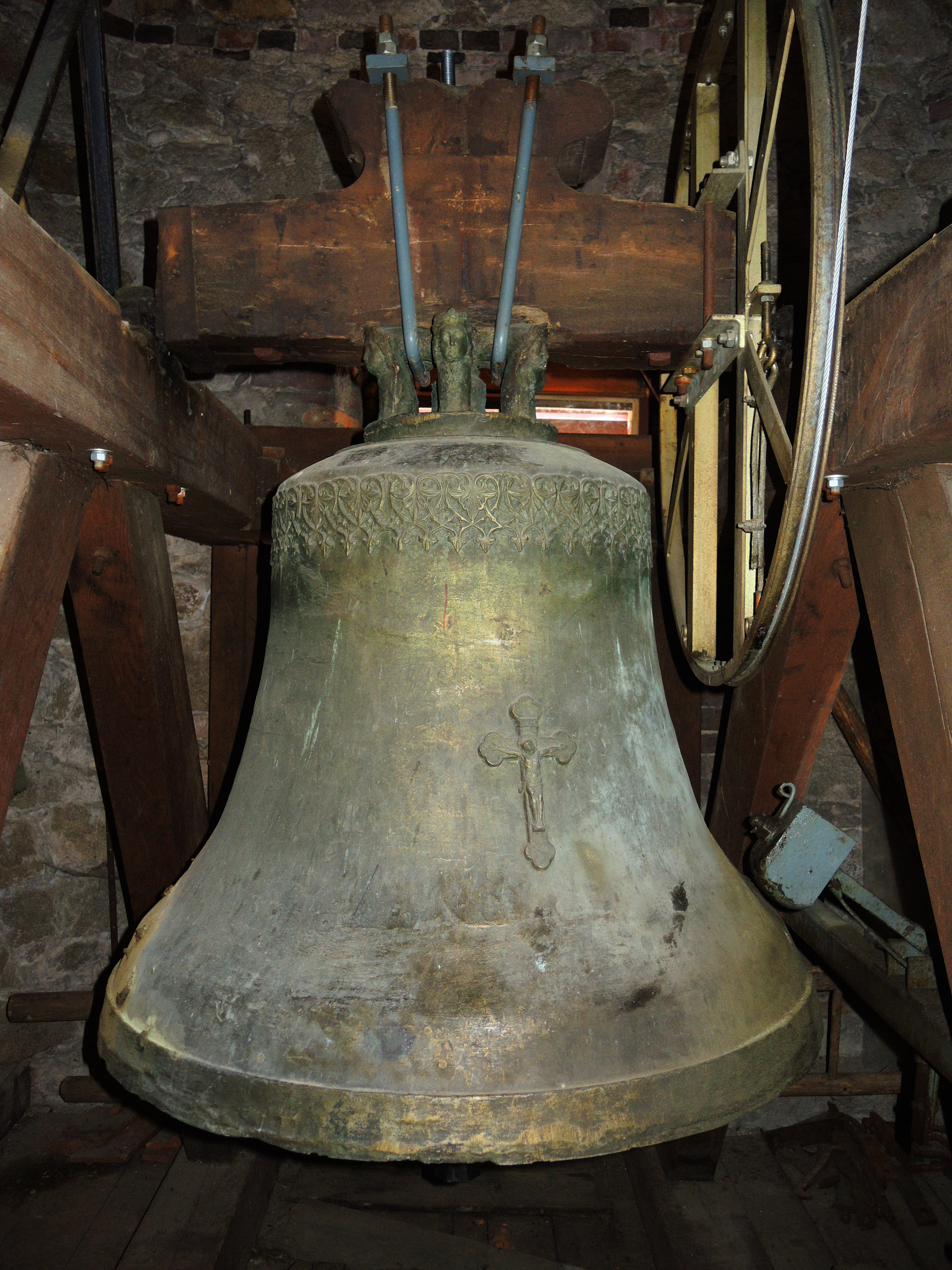
Kreuzglocke
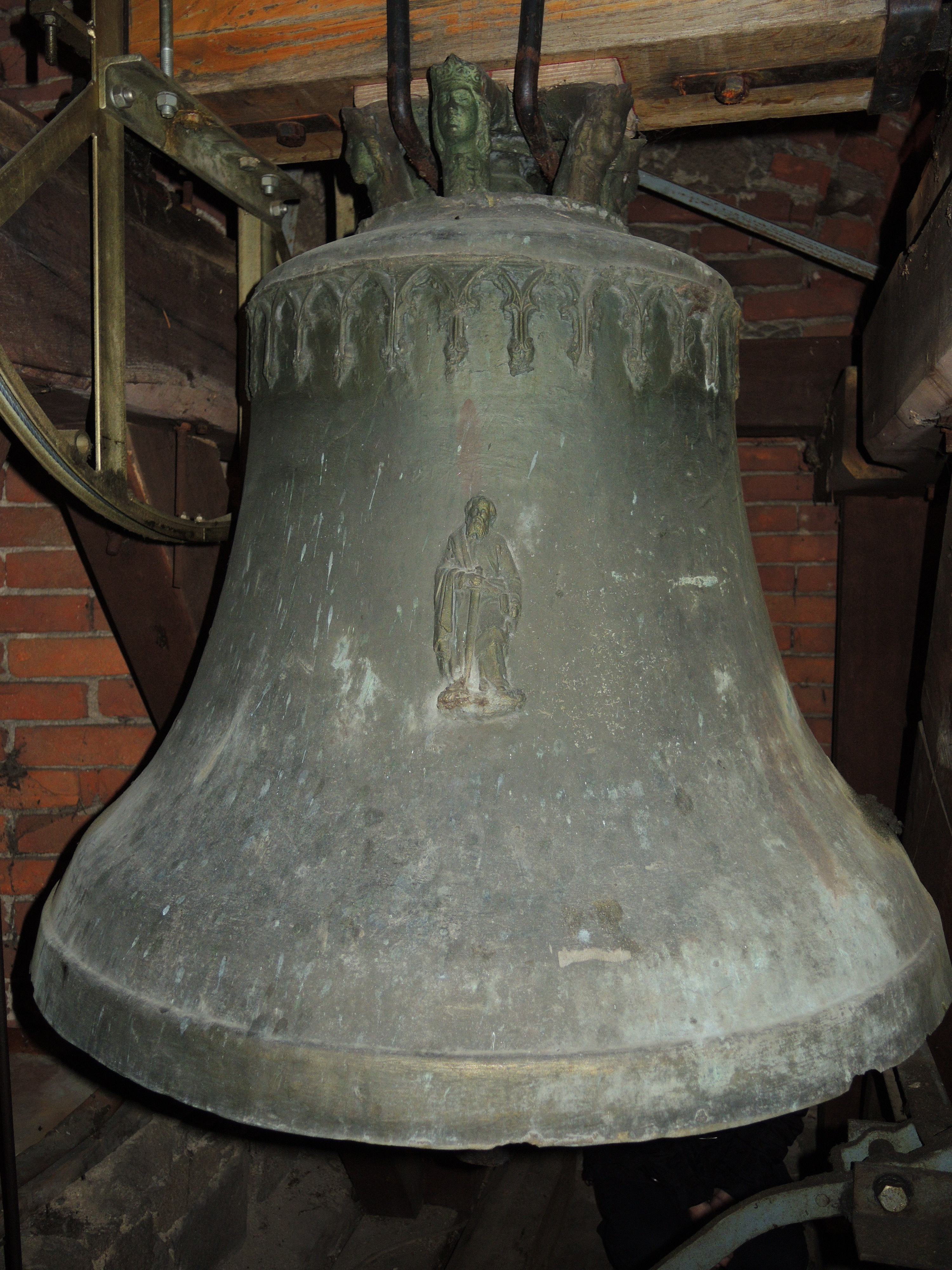
Paulusglocke
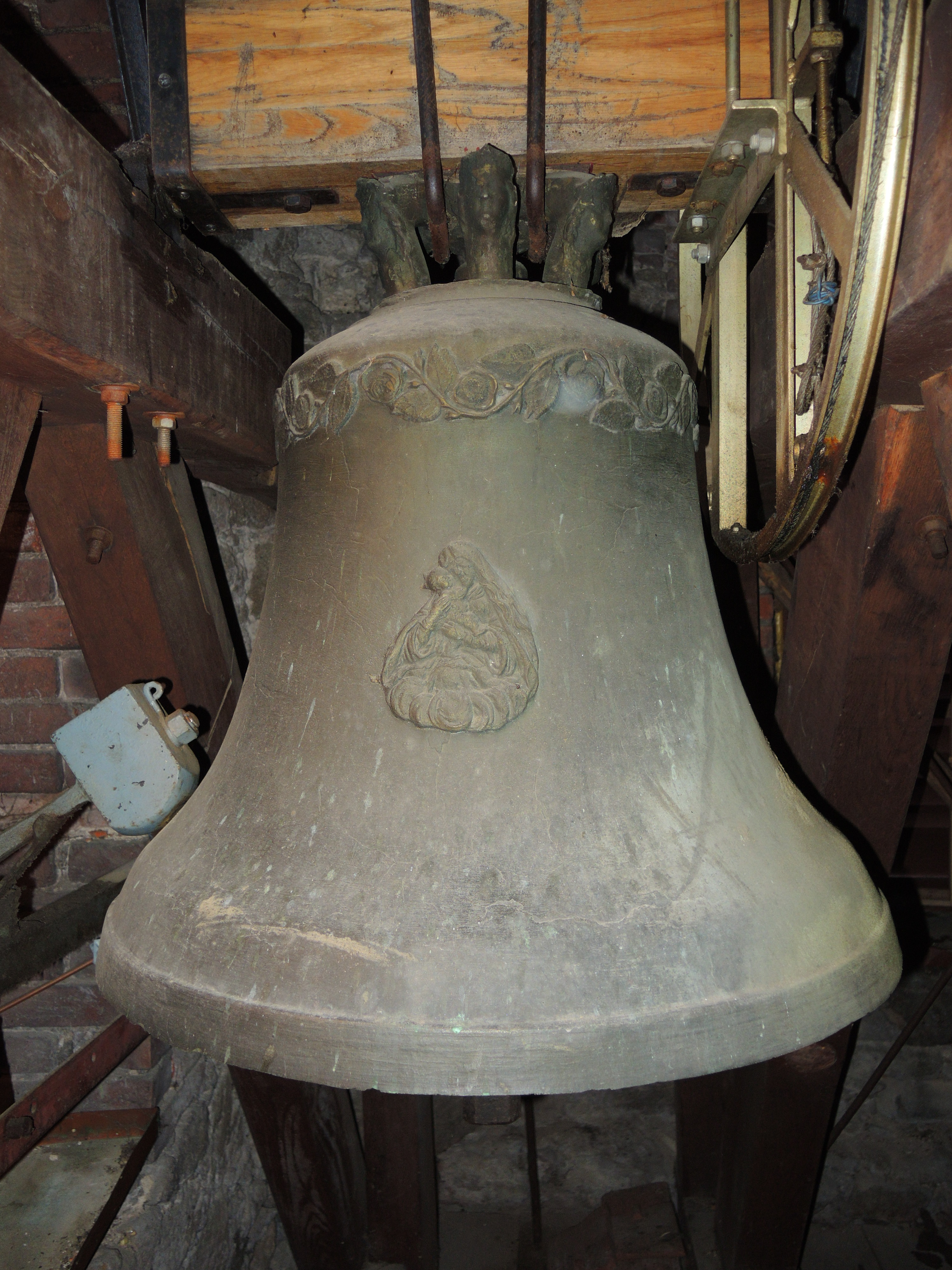
Marienglocke
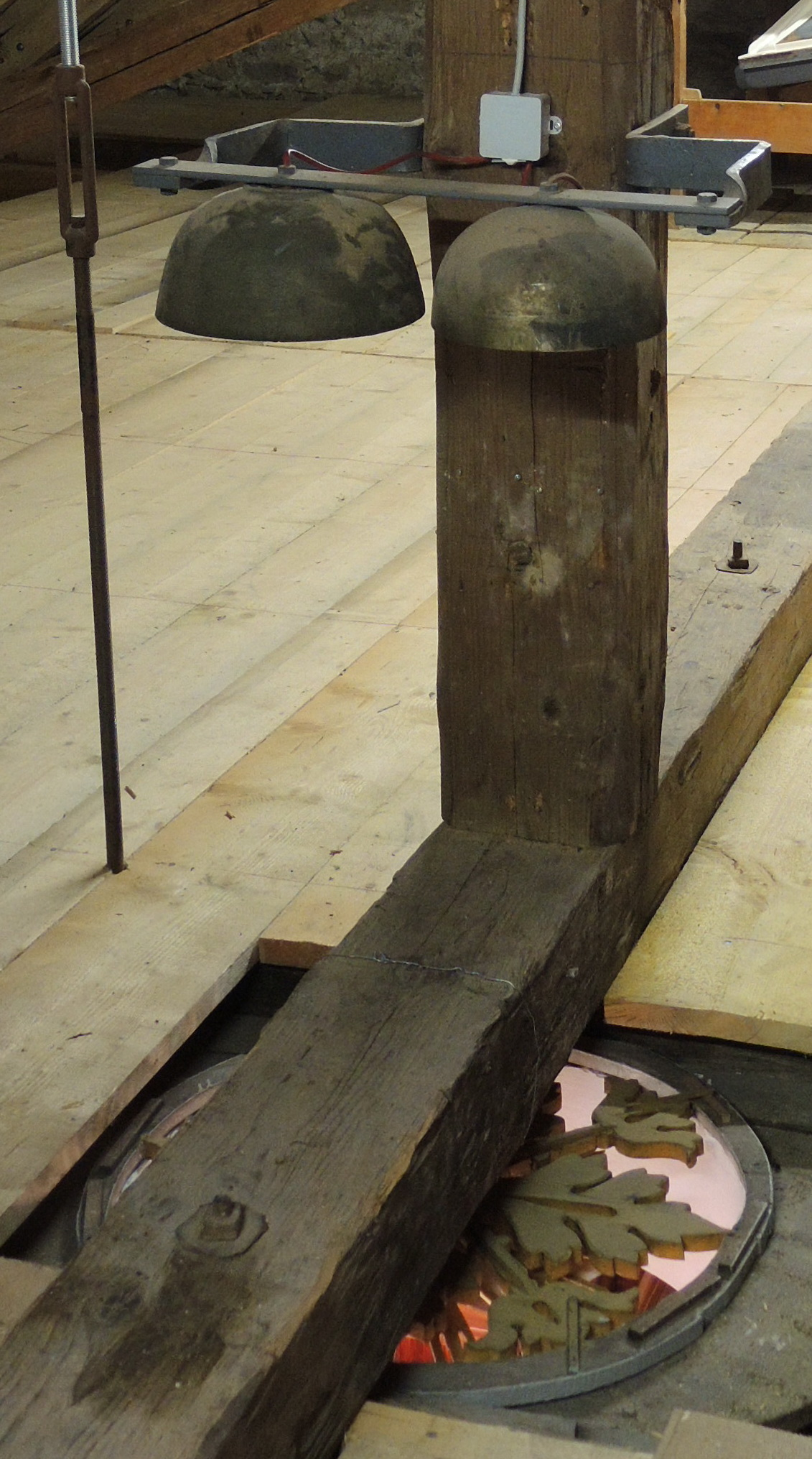
Klangschalen